# X 3800
Х 3800 (другое название:Поезд Пикассо) — французский дизель-поезд, производившийся в 1950-1961 годах. Производился совместно фирмами Régie Renault, ANF, De Dietrich и SACM. За всю историю было произведено 250 поездов. В 1988 году из эксплуатации был выведен последний экземпляр данной модели. 
Эксплуатировался во всей континентальной Франции. Также выполнял международные рейсы по маршруту Женева—Аннемас.